# Alan Shepard
Alan Bartlett "Al" Shepard, Jr. (n. 18 noiembrie 1923, Derry⁠(d), New Hampshire, SUA – d. 21 iulie 1998, Pebble Beach⁠(d), Comitatul Monterey, California, SUA) a fost primul astronaut american, (Contraamiral, USN), ofițer și aviator naval, pilot de încercare, ulterior om de afaceri. Ca unul dintre membrii grupului Mercury Seven al NASA în 1961, Shepard a devenit primul american (și al doilea om după Iuri Gagarin) care a călătorit în spațiu. Acest zbor Mercury a fost conceput pentru a ieși în spațiu, dar nu a ajuns pe orbită. Zece ani mai târziu, la vârsta de 47 ani și fiind cel mai vechi astronaut din cadrul programului, Shepard a comandat misiunea Apollo 14, pilotând sonda de aterizare mai exacte a  misiunilor Apollo. El a devenit al cincea și cea mai în vârstă persoană care a pășit pe Lună și singurul astronaut din Mercury Seven care a pășit pe Lună. În timpul misiunii, el a lovit două mingi de golf pe suprafața Lunii.
Acestea au fost singurele două zboruri spațiale ale sale, deoarece și-a întrerupt activitatea timp de cinci ani (1964-1969), în timpul programelor Mercury și Gemini din cauza faptului că a suferit de sindromul Ménière, o boală a urechii interne care a fost corectată chirurgical înainte de zborul său pe Lună. Shepard a îndeplinit funcția de șef al Oficiului Astronautic în perioada noiembrie 1963 - iulie 1969 (perioada aproximativă a șederii sale la sol) și din iunie 1971 - 1 august 1974 (de la ultimul său zbor și până la retragere). El a fost promovat de la gradul de căpitan la cel de contraamiral în 25 august 1971. El s-a retras din United States Navy și NASA în 1974.
După ce a părăsit NASA, a devenit un om de afaceri de succes. A murit de leucemie la 21 iulie 1998, cu cinci săptămâni înainte de moartea soției sale cu care era căsătorit de 53 de ani.

Serviciul naval
După o lună de instrucți la clasă în aviație, Shepard a fost trimis la un distrugător, USS Cogswell, în august 1944; era politica US Navy ca candidații aviației să aibă mai întâi ceva serviciu pe mare. La momentul respectiv, distrugătorul făcea parte din serviciul activ în Oceanul Pacific. Shepard i s-a alăturat când distrugatorul s-a întors la baza navală de la Ulithi pe 30 octombrie. După doar două zile pe mare, Cogswell a ajutat la salvarea a 172 de marinari de pe crucișătorul USS Reno, care fusese torpilat de un submarin japonez, apoi a escortat nava distrusă înapoi la Ulithi. Nava a fost lovită de Typhoon Cobra în decembrie 1944, o furtună în care alte trei distrugătoare au căzut și s-au luptat cu kamikaze în invazia Golfului Lingayen în ianuarie 1945.
Cogswell s-a întors în Statele Unite pentru o revizie în februarie 1945. Shepard a primit trei săptămâni de concediu, timp în care el și Louise au decis să se căsătorească. Ceremonia a avut loc pe 3 martie 1945, în Biserica Luterană Sf. Ștefan din Wilmington, Delaware. Proaspeții căsătoriți au avut doar o scurtă perioadă împreună înainte ca Shepard să se alăture lui Cogswell la Long Beach Navy Yard pe 5 aprilie 1945. După război, au avut doi copii, ambele fiice: Laura, născută în 1947, și Julie, născută în 1951. După moartea surorii lui Louise în 1956, ei au crescut-o pe nepoata ei în vârstă de cinci ani, Judith Williams - pe care au redenumit-o Alice pentru a evita confuzia cu Julie, deși nu au adoptat-o niciodată. În cele din urmă, au avut șase nepoți.

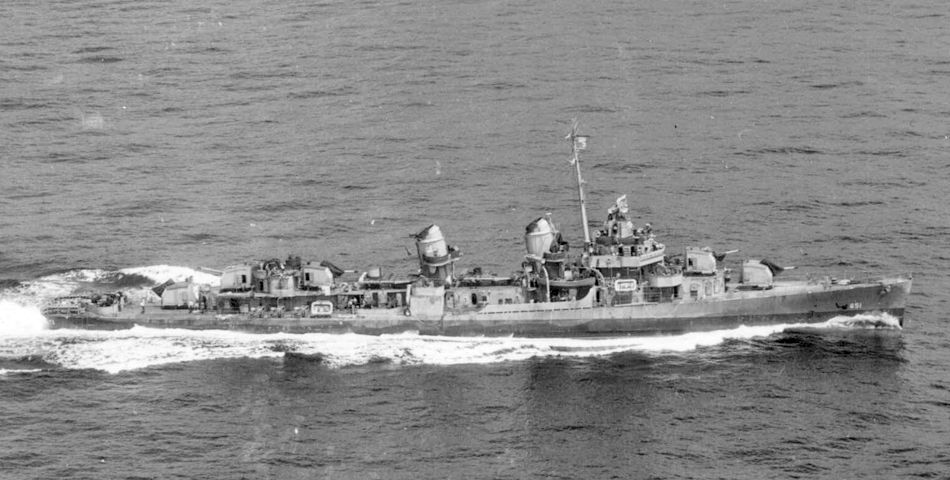
USS Cogswell

La cea de-a doua "croazieră" a lui Shepard cu Cogswell, el a fost numit ofițer de tunuri, responsabil pentru tunurile antiaeriene de 20 mm și 40 mm de pe prova navei. Ei s-au luptat cu kamikaze în bătălia de la Okinawa, unde nava a servit în rolul periculos de pichet radar. Sarcina picheților de radar a fost să avertizeze flota de kamikaze care soseau, dar pentru că erau adesea primele nave observate de avioanele japoneze care soseau, era o șansă mare ca acestea sa fie atacate. Cogswell și-a îndeplinit această sarcină din 27 mai până pe 26 iunie 1945, când s-a alăturat din nou Task Force 38. Nava a participat, de asemenea, la bombardamentele navale aliate ale Japoniei și a fost prezentă în Golful Tokyo pentru capitularea Japoniei în septembrie 1945. Shepard s-a întors în Statele Unite mai târziu în aceeași lună.

## Galerie
|                                                                                             |
| Shepard decorat cu NASA Distinguished Service Medal de președintele John F. Kennedy in 1961 |

|                                      |
| Shepard ca astronaut Mercury în 1963 |

|                                                                             |
| Shepard la Mission Control din Houston în timpul misiunii Gemini 6 din 1965 |

|                                                                             |
| Shepard (dreapta) cu colegul său Ed Mitchell din misiunea Apollo 14 în 1970 |

|                 |
| Shepard în 1970 |

|                                                                                           |
| Imagine video a lui Shepard lovind o minge de golf pe Lună în misiunea Apollo 14 din 1971 |

## Cărți
- Shepard, Alan B.; Slayton, Donald K.; Barbree, Jay; Benedict, Howard (1994). Moon Shot: The Inside Story of America's Race to the Moon. Introduction by Neil Armstrong (ed. 1st). Atlanta: Turner Publishing Company. ISBN 1-878685-54-6. LCCN 94003027. OCLC 29846731.